# Windows 2000
Windows 2000 (kodno ime Windows NT 5.0) je Microsoftov operacijski sistem, namenjen poslovnim uporabnikom in strežnikom. Izšel je 17. februarja 2000 in je naslednik sistema Windows NT 4.0. Nasledila sta ga Windows XP in Windows Server 2003.

## Novosti in izboljšave
Windows 2000 je v linijo NT uvedel veliko novosti iz Windows 98, kot so Posodobitev namizja sistema Windows (Windows Desktop Update), Outlook Express, NetMeeting, podpora za FAT32, Windows Driver Model, Windows Media Player itd. 

#### Raziskovalec
Raziskovalec (Windows Explorer) je bil izboljšan v več pogledih. V levem podoknu so prikazane podrobnosti o izbrani datoteki in za nekatere vrste tudi njen predogled. Bil je prvi, ki je v sistemih NT predstavil Active Desktop. možnost, Videz in delovanje map je mogoče prilagoditi s predlogami HTML (to možnost so izkoriščali računalniški virusi).

#### NTFS 3.0
Microsoft je posodobil svoj podatkovni sistem NTFS, ki je prinesel diskovne kvote in druge novosti.

#### Osnovno in dinamično shranjevanje podatkov
Windows 2000 predstavil Logical Disk Management (logično upravljanje diska):
- Preprost disk - disk s prostorom na enem disku.
- Združeni diski - funkcija, pri kateri se do 32 diskov obnaša kot en sam disk. To poveča velikost diska, ne pa tudi učinkovitosti delovanja. V primeru, da kateri od diskov spodleti, se izgubijo vsi podatki. To je sistem JBOD, ne RAID-1.
- Progasti diski - znan tudi kot RAID-0. Podatke shrani na diskih v progah. To omogoča hitrejše delovanje, saj se uporaba diskov porazdeli enakomerno po diskih.

#### Dostopnost
Izboljšana je uporabnost Windows 2000 za uporabnike s posebnimi potrebami.
- Preklopni signali - Windows predvaja zvok, ko je pritisnjen CAPS LOCK, NUM LOCK ali SCROLL LOCK.
- Zaslonska tipkovnica - na zaslonu se pojavi virtualna tipkovnica, na katero lahko klikamo z miško ali igralno palico.
- Povečevalno steklo - poveča del zaslona okoli miškinega kazalca.
- Pripovedovalec - bralnik, ki temelji na Speech API.
- Visokokontrastna tema - za slabovidne uporabnike.

## Različice
Windows 2000 je izšel v štirih različicah:
- Windows 2000 Professional - namenjen poslovnim uporabnikom in administratorjem. Je stabilnejši in varnejši kot katerakoli prejšnja različica.
- Windows 2000 Server - vsebuje vse funkcije Windows 2000 Professional, dodana so orodja za strežnike. Sistemske zahteve so standardne.
- Windows 2000 Advanced Server - namenjen za srednje velike strežnike v podjetjih. Temelji na Windows 2000 Server. Ima podporo za 8 gigabajtov pomnilnika.
- Windows 2000 Datacenter Server - namenjen za velike strežnike v podjetjih, ki potrebujejo večje diske. Sistemske zahteve so standardne. Ima podporo za 32 procesorjev in 64 gigabajtov pomnilnika.

## Sistemske zahteve
Minimalne sistemske zahteve:
- Pentium I 133 MHz
- 65 MB pomnilnika
- 1 GB prostora na trdem disku
- CD ali disketni pogon

Običajne sistemske zahteve:
- Pentium II 300 MHz ali močnejši
- 128 MB pomnilnika
- 2 GB prostora na disku
- CD pogon

## Življenjski ciklus
Windows 2000 je dobil štiri servisne pakete in en "rollup" paket. Veliko uporabnikov je upalo na peti servisni paket, vendar ga je Microsoft sredi razvoja ukinil. Tako so dobili samo "rollup" paket.
Podpora Windows 2000 je bila ukinjena 13. julija 2010.